# Yeno MX-64
Yeno MX-64 (MX-64) је био кућни рачунар фирме Yeno који је почео да се производи у Јужној Кореји од 1984. године.
Користио је Z80A као микропроцесор. RAM меморија рачунара је имала капацитет од 64 KB. 

## Детаљни подаци
Детаљнији подаци о рачунару MX-64 су дати у табели испод.
|                       |                                                                                         |
| [ 1 ]                 |                                                                                         |
| Произвођач            |                                                                                         |
| Тип                   | кућни рачунар                                                                           |
| Меморија              | 64 KB                                                                                   |
| Поријекло             | Јужна Кореја                                                                            |
| Година                | 1984                                                                                    |
| Тастатура             | Тастатура са пуним помаком тастера, функцијски тастери, тастери смјера                  |
| Процесор              |                                                                                         |
| Фреквенција процесора | 3,6                                                                                     |
| RAM                   | 64 KB                                                                                   |
| ROM                   | 32 BASIC/BIOS (MSX BASIC V1.0)                                                          |
| Текст                 | мод 0 : 40 x 24, мод 1 : 32 x 24                                                        |
| Графика               | мод 2 : 256 x 192 са 16 боја (Hires мод), мод 3 : 64 x 48 са 16 боја (мод са више боја) |
| Боја                  | 16                                                                                      |
| Звук                  | General Instruments AY-3-8910 програмибилни генератор звука, 3 канала, 8 октава         |
| Димензије             | 370 x 245 x 60 / 2,8                                                                    |
| Портови               |                                                                                         |
| Оперативни систем     |                                                                                         |